# Atienza
Atienza település Spanyolországban, Guadalajara tartományban. Atienza Alcolea de las Peñas, Cincovillas, Sigüenza, Riofrío del Llano, La Bodera, La Miñosa, Miedes de Atienza, Romanillos de Atienza, Barcones, Robledo de Corpes, Angón és Pálmaces de Jadraque községekkel határos. Lakosainak száma 422 fő (2024).

## Népesség
A település lakosságának változását az alábbi diagram mutatja:
| Lakosok száma | 471  | 435  | 463  | 466  | 473  | 479  | 444  | 405  | 395  | 422  |
|               | 2001 | 2004 | 2006 | 2009 | 2011 | 2014 | 2016 | 2019 | 2021 | 2024 |